# János Steiner
János Steiner (ur. 23 kwietnia 1908 w Budapeszcie, zm. 6 czerwca 1960 w Chorzowie) – węgierski piłkarz i trener piłkarski. Jako piłkarz występował w klubach Bástya Szeged, Kerület Budapeszt i MTK Budapeszt.
Zdobył trzykrotnie mistrzostwo Polski w piłce nożnej – z Legią Warszawa w 1955, z Górnikiem Zabrze w 1959, z Ruchem Chorzów w 1960. Oprócz tych drużyn trenował również piłkarzy Wawelu Kraków, Zawiszy Bydgoszcz i Vasasu Budapeszt.
Zmarł niespodziewanie po operacji wyrostka 6 czerwca 1960 roku.